# Tage Petersen (Waffen-SS-medlem)
 For alternative betydninger, se Tage Petersen. (Se også artikler, som begynder med Tage Petersen)
Tage Petersen (18. juli 1915 – 10. maj 1949) var under besættelsen medlem af Lorenzen-gruppen, der arbejdede for den tyske besættelsesmagt.
Tage Petersen blev født på Frederiksberg. Han blev indkaldt til hæren i 1936. To år senere var han sekondløjtnant af reserven. Han påbegyndte en uddannelse som købmand, men situationen i Europa gør, at Petersen kommer tilbage i militæret. Han overtager ledelsen af et flak-batteri i 1939. Han er med sit batteri ved Løgumkloster den 9. april 1940, da Tyskland angriber Danmark. Batteriet ved den dansk-tyske grænse beskyder de tyske jagerfly og beskadiger to fly, inden det bliver tvunget til at nedlægge våbnene.
Det berører Petersen, som mener, at hæren er uden ære efter at have opgivet enhver modstand mod den tyske besættelsesmagt. Det får ham til at søge væk fra hæren; 30. maj 1940 er han atter civilist. I oktober samme år kontakter han det nazistiske parti DNSAP og bliver medlem. Men han forlader det allerede i januar 1941 grundet utilfredshed med dets ledelse.
Tage Petersen melder sig til tjeneste, da Frikorps Danmark bliver oprettet. Han vil have genoprettet de danske officerers ry. Han optages i Waffen-SS som Legion-Untersturmführer og bliver sendt til Hamborg sammen med resten af frikorpsets frivillige. Han tilknyttes Frikorps Danmarks stabskompagni. Da frikorpset ændres til Posen-Treskau, er han adjudant for Obersturmbannführer Christian Peder Kryssing. I 1942 er Kryssings tid som kommandant ved at rinde ud, og flere af hans tro væbnere bliver sendt andre steder hen. Petersen sendes på SS' officersskole i Bad Tölz.
Da uddannelsen er slut i sommeren 1942, bliver SS-Obersturmführer Tage Petersen chef for 4. batteri i SS-Artilleri-Regiment 5 i 5. SS-Division Wiking. Efter enhedens operation i Kaukasus modtager Petersen jernkorset af både første og anden klasse samt stormmærket.
Han bliver chef for stabsbatteriet i II. Bataljon i SS-Artilleri-Regiment 5 i 5. SS-Division ”Wiking”. Under en tilbagetrækning i vinteren 1943 bliver han svært såret ved et lungeskud. Han får lange ophold på en lang række lazaretter. Efter at have kommet sig, bliver han kaldt til Høvelte Kaserne for at uddanne unge rekrutter i Germanische Sturmbanne Dänemark (GDS). I juni 1944 kommer han til Ringsted Kaserne, hvor han overtager et kompagni af SS-Ausbildungsbataillon Schalburg – resterne af Schalburgkorps.
I september 1944 arresteres en række danske politifolk, og de erstattes af et hjælpepoliti, (HIPO). Tage Petersen beordres til at lede den HIPO-enhed, som har til opgave at transportere de arresterede politifolk til den nordtyske kz-lejr Neuengamme. Da Petersen kommer tilbage til Danmark, overtager han ledelsen af Abteilung I i Germanischen-SS i København. Han bliver leder af Abteilung V (HIPO) samme sted i april 1945. Han er i den sidste måned af krigen involveret i bekæmpelsen af den voksende modstandsbevægelse.
Den 5. maj 1945 befinder Petersen sig sammen med 15 andre danskere i tysk tjeneste i et sommerhus i Asserbo i Nordsjælland. De overfaldes om morgenen af en gruppe modstandsfolk, som dræber tre af dem. Kun fire af de 15 er uskadte. Blandt dem er Tage Petersen, som bliver arresteret.
Den 29. januar 1947 bliver Tage Petersen og ni andre medlemmer af Lorenzen-gruppen ved Københavns Byret idømt dødsstraf for at have tjent den tyske besættelsesmagt. Dødsdommene stadfæstes af Østre landsret 26. juli samme år og af Højesteret 31. marts 1948. Justitsministeren benåder senere seks af gruppens medlemmer, mens de resterende dødsdomme eksekveres, deriblandt Tage Petersens. Han henrettes ved skydning 10. maj 1949 klokken 02.34 på Bådsmandsstræde Kaserne i København.